# مورس ۸۶۷۲
سیارک ۸۶۷۲ (به انگلیسی: 8672 Morse، نامگذاری:1991PW16) هشت هزار و ششصد و هفتاد و دومین سیارک کشف شده‌است که در ۶ اوت ۱۹۹۱ کشف شد.
قدر مطلق سیارک برابر ۱۷.۸ است.